# Kaplica św. Jana Nepomucena w Opatowie
Kaplica św. Jana Nepomucena w Opatowie – zabytkowa kaplica przydrożna zlokalizowana w Opatowie (województwo świętokrzyskie) przy ul. Klasztornej, w pobliżu bernardyńskiego kościoła Wniebowzięcia Najświętszej Maryi Panny.
Ogólnodostępna kaplica została wzniesiona na planie kwadratu w końcu XVIII wieku. Składa się z figury św. Jana Nepomucena i drewnianego baldachimu krytego gontem, wspartego na czterech profilowanych słupach oraz drewnianych balustrad. Barokowa, polichromowana rzeźba o charakterze ludowym pochodzi z końca XVIII wieku lub z przełomu wieków XVIII i XIX. Jest wytworem lokalnego warsztatu i ma formę zbliżoną do podobnej realizacji z ulicy Opatowskiej w Ćmielowie. Obiekt ma kubaturę około 15 m³ i powierzchnię 6,25 m². Wieńczy go kuty, ażurowy krzyż żelazny.